# Конституция Небраски
Конституция Небраски (англ. Constitution of Nebraska) — основной юридический документ штата Небраска, определяющий права и обязанности граждан этого штата, и олицетворяющий ценности и принципы, на которых базируется общество Небраски. Ей подчиняются все акты Легислатуры Небраски, губернатор и все правительственные учреждения. Действующая Конституция штата (учитывая все внесённые поправки) имеет вступление — Билль о правах — и содержит восемнадцать разделов.
Одно из ключевых положений Конституции Небраски — процедура изменения документа. Данный механизм позволяет обновлять Конституцию в соответствии с изменяющимися потребностями и условиями, при этом сохраняя ценные принципы и гарантии прав граждан. С момента своего первого принятия в 1875 году в Конституцию вносились поправки 228 раз, в первую очередь в связи с созданием однопалатного законодательного органа.

## История
8 февраля 1867 года Конгресс США проголосовал за признание Небраски в качестве штата при условии, что небелым избирателям не будет отказано в избирательном праве. Законопроект о признании Небраски штатом был наложен вето президентом Эндрю Джонсоном, но вето было преодолено подавляющим большинством голосов в обеих палатах Конгресса, и Небраска была принята в Союз.
В 1874 году, после неудачной попытки ратифицировать конституцию в 1870 году, Легислатура Небраски предложило созвать конституционное собрание для разработки новой конституции. Это предложение было одобрено подавляющим большинством голосов (18 067 против 3 880), и съезд, состоящий из 69 членов, начал свою работу 11 мая 1875 года.
Конституция Небраски, частично основанная на Конституции штата Иллинойс 1870 года, была принята конституционным съездом 12 июня 1875 года. Эта конституция стала известна как «Конституция саранчи», поскольку её принятие совпало с роем Альберта, огромной концентрацией саранчи, наводнившей западную часть США. Конституция была ратифицирована 12 октября 1875 года после того, как она была одобрена всенародным голосованием 30 322 голосами против 5 474, и вступила в силу 1 ноября 1875 года.
С добавлением 228 поправок с момента её принятия, включая создание однопалатного законодательного органа, Конституция Небраски 1875 года остается основным законом штата и по сей день.

## Разделы
Преамбула Конституции Небраски гласит:

Мы, люди, благодарные Всемогущему Богу за нашу свободу, провозглашаем и устанавливаем следующую декларацию прав и структуру правления в качестве Конституции штата Небраска.
Конституция состоит из восемнадцати статей, не считая преамбулы:
- Статья I — Билль о правах
- Статья II — Распределение полномочий
- Статья III — Законодательная власть
- Статья IV — Исполнительная власть
- Статья V — Судебная власть
- Статья VI — Избирательное право
- Статья VII — Образование
- Статья VIII — Доходы
- Статья IX — Округа
- Статья X — Корпорации государственных услуг
- Статья XI — Муниципальные корпорации
- Статья XII — Различные корпорации
- Статья XIII — Задолженность штата, округов и муниципалитетов
- Статья XIV — Вооруженные формирования
- Статья XV — Разные положения
- Статья XVI — Поправки
- Статья XVII — График
- Статья XVIII — Ограничение срока полномочий Конгресса